# Stenotabanus fumipenns
Stenotabanus fumipenns är en tvåvingeart som beskrevs av Krober 1929. Stenotabanus fumipenns ingår i släktet Stenotabanus och familjen bromsar. Inga underarter finns listade i Catalogue of Life.